# Bourg-d'Oueil
Bourg-d'Oueil là một xã trong vùng Occitanie, thuộc tỉnh Haute-Garonne, quận Saint-Gaudens, tổng Bagnères-de-Luchon. Tọa độ địa lý của xã là 42° 51' vĩ độ bắc, 00° 29' kinh độ đông. Bourg-d'Oueil nằm trên độ cao trung bình là 1339 mét trên mực nước biển, có điểm thấp nhất là 1274 mét và điểm cao nhất là 2150 mét. Xã có diện tích 9,52 km², dân số vào thời điểm 1999 là 10 người; mật độ dân số là 1 người/km².

## Thông tin nhân khẩu
| 1962 | 1968 | 1975 | 1982 | 1990 | 1999 |
| ---- | ---- | ---- | ---- | ---- | ---- |
| 6    | 21   | 18   | 21   | 19   | 10   |